# Christian Ehrenhoff
Christian Ehrenhoff, född i november 1674, död 2 februari 1736, var en svensk ritare.
Han var son till häradshövding Mattias Halitzius adlad Ehrenhoff och gift med Anna Christina Meijer. Ehrenhoff var ritare i antikvitetsarkivet 1699, auskultant i Svea Hovrätt 1710 och utnämndes till kanslist där 1713 för att slutligen bli registrator.  